# Nina Jarlbäck
Nina Jarlbäck, född 29 september 1946, död 5 mars 2015, var en svensk politiker och ordförande för Kooperativa förbundet mellan 2002 och 2013.
Nina Jarlbäck var aktiv som kommunpolitiker i Eskilstuna kommun och satt i riksdagen en kort period på 1980-talet.